# Notiobiella africana
Notiobiella africana är en insektsart som först beskrevs av Navás 1929.  Notiobiella africana ingår i släktet Notiobiella och familjen florsländor. Inga underarter finns listade i Catalogue of Life.